# Harry Melling
Harry Edward Melling (Londres, 13 de março de 1989) é um ator inglês. Ele fez o papel de Dudley Dursley nos filmes de Harry Potter. Estudou na Mill Hill School, em Londres. É neto de Patrick Troughton, que representou o personagem Second Doctor na série de ficção científica Doctor Who de 1966 até 1969. Ele é também primo do jogador de críquete Jim Troughton e do ator Sam Troughton. É um membro do National Youth Theatre. O trabalho mais recente Harry foi o filme Os olhos de Allan Poe (em inglês, The Pale Blue Eye), para a plataforma de streaming Netflix.

## Filmografia

### Film
| Year | Title                                         | Role               | Notes                  |
| ---- | --------------------------------------------- | ------------------ | ---------------------- |
| 2001 | Harry Potter and the Philosopher's Stone      | Dudley Dursley     |                        |
| 2002 | Harry Potter and the Chamber of Secrets       | Dudley Dursley     |                        |
| 2004 | Harry Potter and the Prisoner of Azkaban      | Dudley Dursley     |                        |
| 2007 | Harry Potter and the Order of the Phoenix     | Dudley Dursley     |                        |
| 2010 | Harry Potter and the Deathly Hallows – Part 1 | Dudley Dursley     |                        |
| 2016 | The Lost City of Z                            | William Barclay    |                        |
| 2018 | The Ballad of Buster Scruggs                  | Harrison           | Segment: "Meal Ticket" |
| 2018 | The Keeper                                    | Sergeant Smythe    |                        |
| 2019 | Waiting for the Barbarians                    | Garrison Soldier 4 |                        |
| 2020 | The Old Guard                                 | Steven Merrick     |                        |
| 2020 | The Devil All the Time                        | Roy Laferty        |                        |
| 2021 | The Tragedy of Macbeth                        | Malcolm            | Post-production        |
| 2022 | The Pale Blue Eye                             | Edgar Allan Poe    | on Netflix             |

### Television
| Year | Title                  | Role           | Notes                            |
| ---- | ---------------------- | -------------- | -------------------------------- |
| 2005 | Friends and Crocodiles | Young Oliver   |                                  |
| 2010 | Merlin                 | Gilli          | Episode: "The Sorcerer's Shadow" |
| 2010 | Just William           | Robert Brown   |                                  |
| 2011 | Garrow's Law           | George Pinnock | Series 3                         |
| 2016 | The Musketeers         | Bastien        | Episode: "Fool's Gold"           |
| 2019 | His Dark Materials     | Sysselman      | Episode 4                        |
| 2019 | The War of the Worlds  | Artilleryman   | Episode: 1 & 2                   |
| 2020 | The Queen's Gambit     | Harry Beltik   |                                  |

### Teatro
| Year | Title                                  | Role                                        | Venue                                                                               |
| ---- | -------------------------------------- | ------------------------------------------- | ----------------------------------------------------------------------------------- |
| 2009 | Mother Courage and her Children        | Swiss Cheese                                | Royal National Theatre                                                              |
| 2010 | Bedroom, Dens and Other Forms of Magic |                                             | Theatre503                                                                          |
| 2010 | Women Beware Women                     | Young Ward                                  | Royal National Theatre                                                              |
| 2011 | The School for Scandal                 | Sir Benjamin Backbite                       | Barbican Centre                                                                     |
| 2011 | When Did You Last See My Mother?       | Ian                                         | Trafalgar Studios                                                                   |
| 2012 | I Am a Camera                          | Christopher Isherwood                       | Southwark Playhouse                                                                 |
| 2013 | Smack Family Robinson                  | Sean Robinson                               | Rose Theatre, Kingston                                                              |
| 2013 | The Hothouse                           | Lamb                                        | Trafalgar Studios                                                                   |
| 2013 | King Lear                              | Fool                                        | Minerva Theatre, Chichester                                                         |
| 2014 | King Lear                              | Fool                                        | Brooklyn Academy of Music                                                           |
| 2014 | Peddling                               | Boy                                         | HighTide Festival                                                                   |
| 2014 | The Angry Brigade                      | Morris Commander Prophet Snitch Manager Jim | Theatre Royal, Plymouth Oxford Playhouse Warwick Arts Centre Watford Palace Theatre |
| 2016 | Hand to God                            | Jason /Tyrone                               | Vaudeville Theatre, London                                                          |
| 2016 | King Lear                              | Edgar                                       | The Old Vic                                                                         |
| 2017 | Jam                                    | Kane                                        | Finborough Theatre                                                                  |

### Vídeo games
- Harry Potter e a Ordem da Fênix (2007): Dudley Dursley